# Tingsryd (comune)
Tingsryd è un comune svedese di 12 258 abitanti, situato nella contea di Kronoberg. Il suo capoluogo è la cittadina omonima.

## Località
Nel territorio comunale sono comprese le seguenti aree urbane (tätort):
| # | Località   | Popolazione |
| - | ---------- | ----------- |
| 1 | Tingsryd   | 3.023       |
| 2 | Ryd        | 1.446       |
| 3 | Väckelsång | 979         |
| 4 | Urshult    | 813         |
| 5 | Linneryd   | 541         |
| 6 | Konga      | 508         |
| 7 | Rävemåla   | 323         |
| 8 | Fridafors  | 296         |